# روابط آفریقای جنوبی و لسوتو
روابط آفریقای جنوبی و لسوتو به روابط دو جانبه حال و گذشته لسوتو و آفریقای جنوبی اشاره دارد. لسوتو که به طور کامل توسط آفریقای جنوبی محصور شده است، بیشترین وابستگی اقتصادی خود را به آفریقای جنوبی دارد و سیاست خارجی آن نیز معمولاً با سیاست پرتوریا همسو است. هر دو کشور عضو اتحادیه کشورهای مشترک‌المنافع، اتحادیه آفریقا، اتحادیه گمرکی جنوب آفریقا و جامعه توسعه جنوب آفریقا هستند. لسوتو همراه با اسواتینی به عنوان دولت اقماری آفریقای جنوبی توصیف شده‌اند.

## تاریخچه
سرزمین امروزی لسوتو به‌طور کامل در میان آفریقای جنوبی قرار دارد. لسوتو (که در آن زمان با نام باسوتولند شناخته می‌شد و تحت‌الحمایهٔ بریتانیا بود) در سال ۱۸۷۱ به مستعمره کیپ الحاق شد، اما در سال ۱۸۸۴ بار دیگر از آن جدا و به یک مستعمره تاج تبدیل شد. زمانی که اتحادیه آفریقای جنوبی در سال ۱۹۱۰ شکل گرفت، بریتانیا تلاش‌هایی برای الحاق لسوتو به این اتحاد داشت. با این حال، در اکتبر ۱۹۶۶، پادشاهی لسوتو به استقلال کامل دست یافت.
با وجود استقلال رسمی، دولت سفیدپوست حاکم در آفریقای جنوبی نقشی پررنگ در امور اقتصادی و سیاسی کشور همسایه ایفا می‌کرد، از جمله حمایت از دولت نخست‌وزیر لسوتو، لیبوا جاناتان. در سال ۱۹۸۶، آفریقای جنوبی از کودتای ۱۹۸۶ لسوتو که جاستین لکانیه را به قدرت رساند، حمایت کرد. در مقابل، دولت جدید لسوتو اعضای کنگره ملی آفریقا و نیز کارشناسان فنی اهل کره شمالی را از کشور اخراج کرد که این امر به بهبود قابل توجهی در روابط میان دو کشور انجامید.

## روابط پس از پایان آپارتاید
آفریقای جنوبی نخستین انتخابات دموکراتیک خود را در سال ۱۹۹۴ برگزار کرد.
در سپتامبر ۱۹۹۸، این کشور به رهبری جامعه توسعه جنوب آفریقا ، در واکنش به شورش‌های پس از انتخابات و احتمال وقوع کودتا، مداخله آفریقای جنوبی در لسوتو انجام داد. نیروهای جامعه توسعه جنوب آفریقا در مه سال بعد از لسوتو خارج شدند.
از آن زمان، نفوذ آفریقای جنوبی در لسوتو افزایش یافته‌است. این کشور در طرح آب ارتفاعات لسوتو که پروژه‌ای بلندمدت برای تأمین آب و تولید برق آبی است، مشارکت دارد. در اوت ۲۰۱۰، جیکوب زوما، رئیس‌جمهور وقت آفریقای جنوبی، به همراه گروهی از سرمایه‌گذاران و سیاست‌مداران به لسوتو سفر کرد و در این سفر، دربارهٔ همکاری‌های دوجانبه و تحولات سیاسی منطقه‌ای گفت‌وگو شد. در جریان این سفر، زوما از سد کاتسه بازدید کرد و در جلسه مشترکی از مجلس لسوتو ستللخنرانی نمود.

## پیشنهادهای الحاق
با آغاز روند استعمارزدایی، قلمروهای حفاظت‌شدهٔ تحت‌الحمایگی بچوانلند و باسوتولند به ترتیب در سال ۱۹۶۶ به استقلال رسیدند و به‌عنوان بوتسوانا و لسوتو شناخته شدند. سپس در سال ۱۹۶۸، سوازیلند (اکنون اسواتینی) نیز به استقلال رسید. در آن زمان، دولت آفریقای جنوبی تمایل داشت این سه کشور را تحت کنترل خود درآورد، اما دولت بریتانیا متعهد شده بود که منافع ساکنان سیاه‌پوست این مناطق را رعایت کند، و واگذاری این سرزمین‌ها به آفریقای جنوبیِ تحت آپارتاید مغایر با این تعهد بود.
در سال ۲۰۱۰، فعال اتحادیه‌ای «وویانی تیاهلی» کارزاری را در حمایت از الحاق لسوتو به آفریقای جنوبی آغاز کرد و گفت: «ما ۳۰٬۰۰۰ امضا داریم. لسوتو فقط محصور در خشکی نیست، بلکه محصور در آفریقای جنوبی‌ست. ما برای دوران آپارتاید نیروی کار ذخیره بودیم. دیگر دلیلی برای وجود ما به عنوان کشوری مستقل با واحد پول و ارتش خودمان وجود ندارد». همچنین «نتاته مانیانیه»، مدیر یک سازمان خیریه، با اشاره به همه‌گیری ایدز گفت: «لسوتو در تلاش برای بقا است. جمعیت ما حدود ۱.۹ میلیون نفر است، اما ممکن است ۴۰۰٬۰۰۰ یتیم ایدز در میان‌مان وجود داشته باشد. امید به زندگی به ۳۴ سال کاهش یافته است. ما مستأصل هستیم».
در سال ۲۰۲۳، مجلس لسوتو دربارهٔ بازپس‌گیری ایالت آزاد و دیگر سرزمین‌های تاریخی مردم باسوتو از آفریقای جنوبی بحث و بررسی کرد. این اتفاق در پی انتخاب «تسپو لیپ‌هولو»، نمایندهٔ حزب جنبش کنوانسیون باسوتو، در انتخابات سراسری لسوتو (۲۰۲۲) رخ داد؛ او تنها عضو منتخب از حزبش بود. این حزب خواستار بازگرداندن سرزمین‌های باسوتو است که در قرن نوزدهم به‌دست آفریکانرها تصرف شد. پیش‌تر، گروه‌هایی حتی با ملکه بریتانیا مکاتبه کرده بودند تا لسوتو به‌عنوان دهمین استان آفریقای جنوبی شناخته شود. جمعیت زیادی از باسوتوها در آفریقای جنوبی زندگی می‌کنند و بسیاری از آن‌ها برای کار به این کشور وابسته‌اند. با این حال، مقامات آفریقای جنوبی گفته‌اند که از این درخواست حمایت نمی‌کنند، چرا که اکثریت با آن موافق نیستند.